# Ладозьке Трудселище
Ладозьке Трудселище (рос. Ладожский Трудпосёлок) — присілок у Всеволожському районі Ленінградської області Російської Федерації.
Населення становить 140 осіб. Належить до муніципального утворення Рах'їнське міське поселення.

## Історія
Від 1 серпня 1927 року належить до Ленінградської області.

## Населення
| 2007 | 2010 | 2017 |
| ---- | ---- | ---- |
| 109  | ↘101 | ↗140 |